# 新店慈玄寺
24°57′39″N 121°32′27″E / 24.960792°N 121.540887°E
新店慈玄寺，簡稱慈玄寺，是位於台灣新北市新店區廣明里的玄天上帝廟，副祀孫文與蔣中正。

## 沿革
慈玄寺是1943年建立。廟址是新店中興路一段102號，位在五峰山山腰，樓地板約一千坪，佛道雙修。屬廣明里。初建時為主祀玄天上帝的小廟宇，進後把各路神祇都納入，發展成有五百五十坪的殿堂，並分別於1950年代和1970年代取得相關建物執照。寺中保存許多創寺者心玄法師在出家前於紅玉歌劇團演戲的老照片。

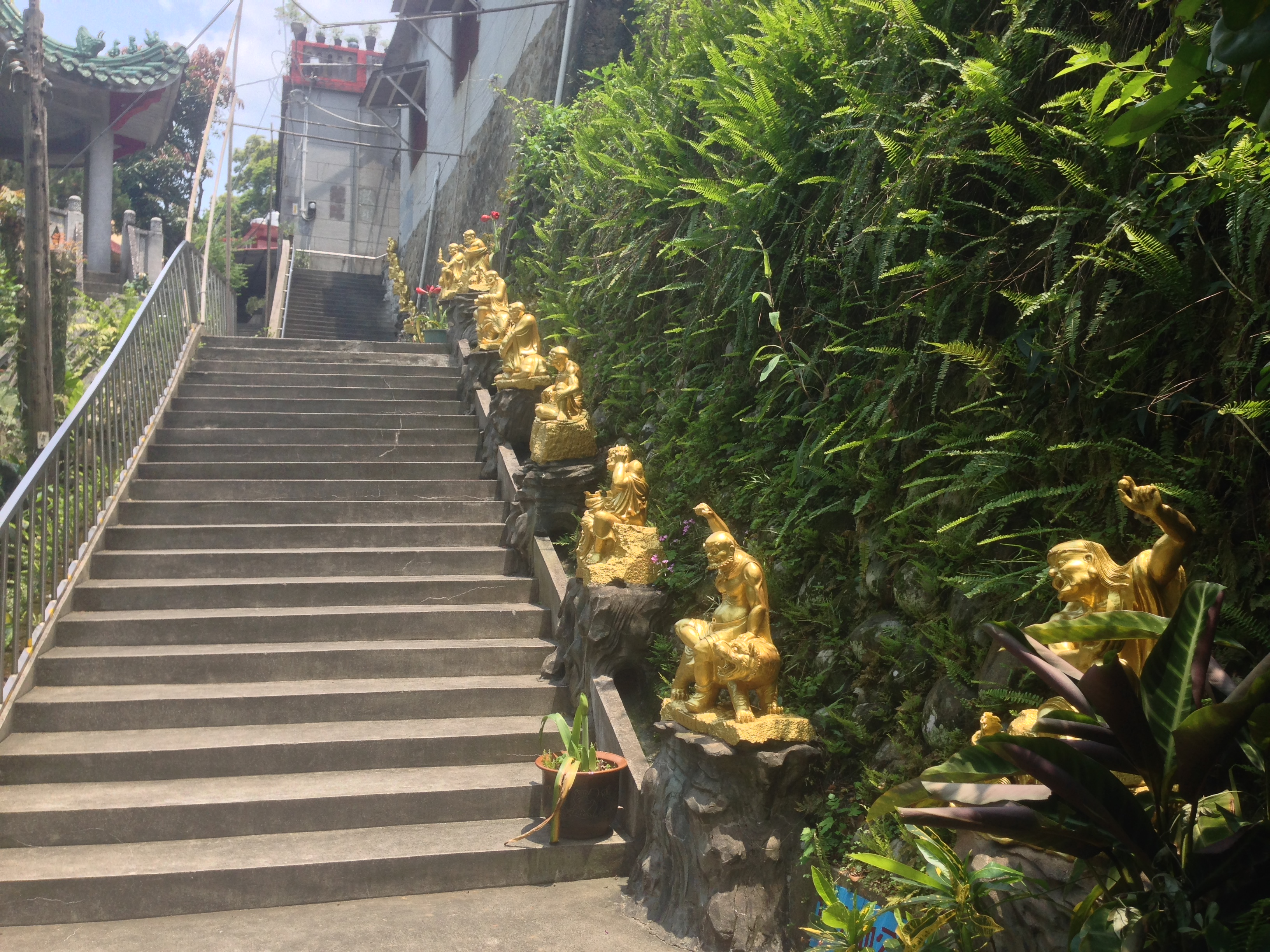
樓梯與十八羅漢
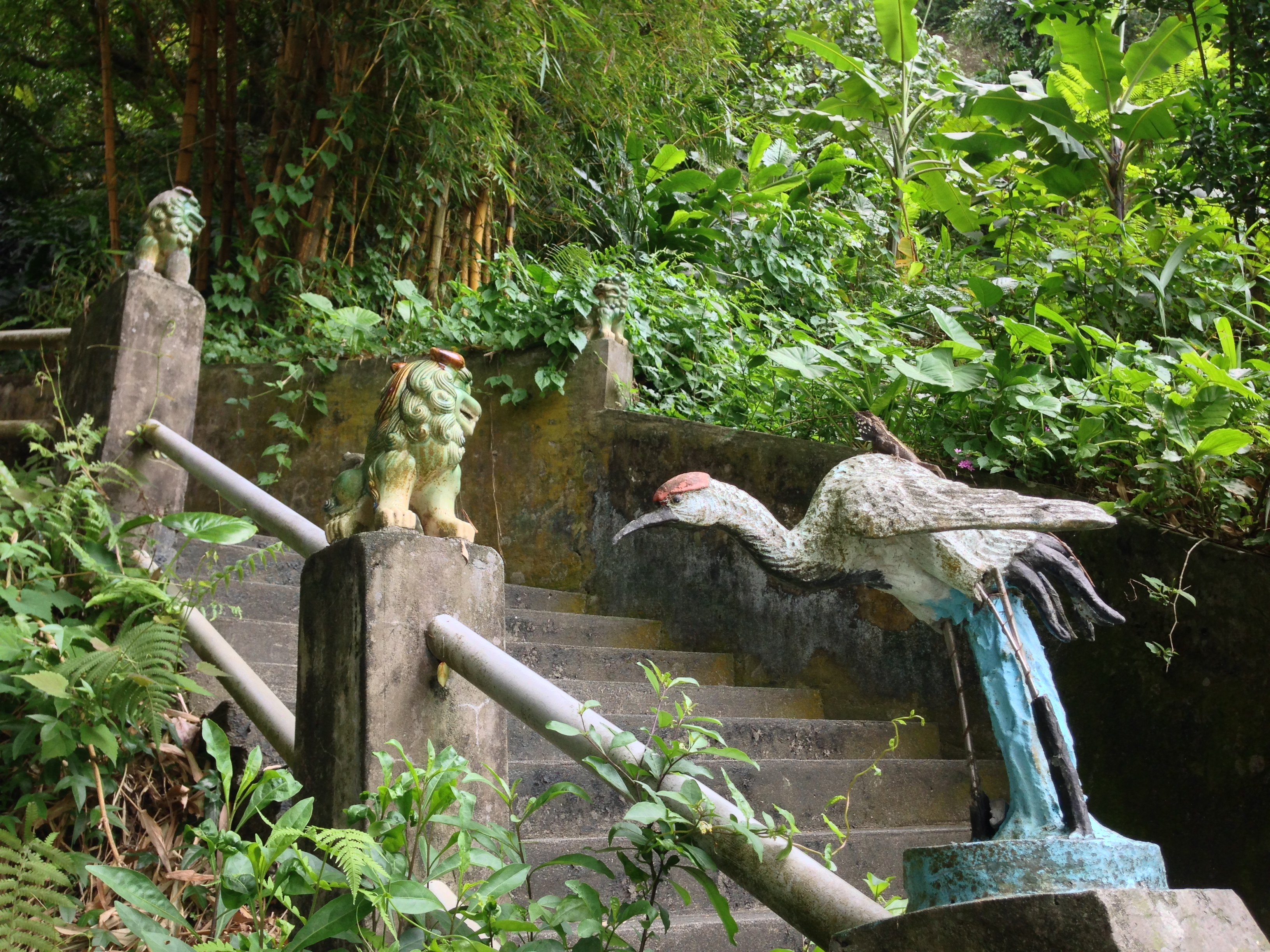
動物裝飾護欄
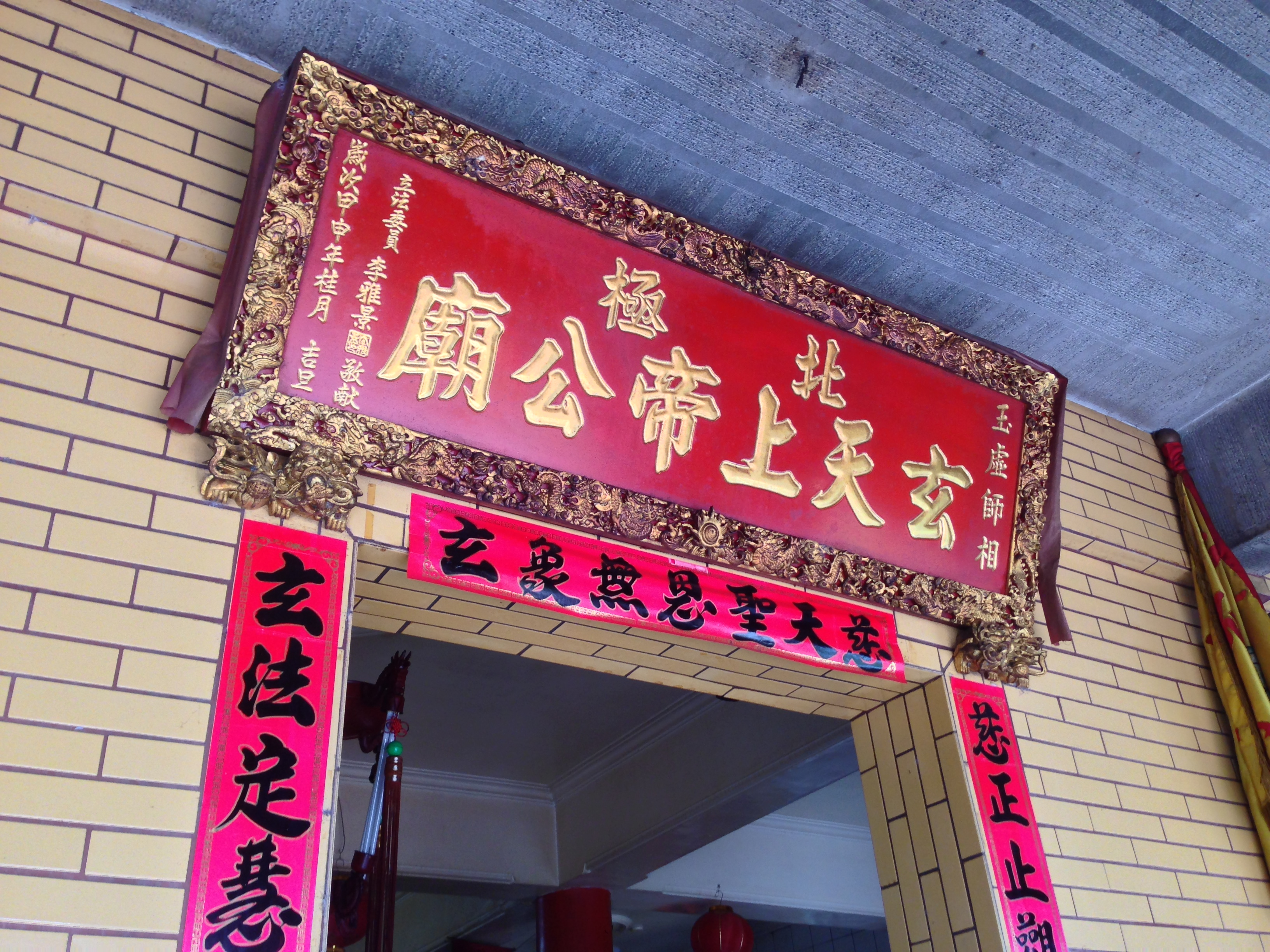
李雅景贈匾額
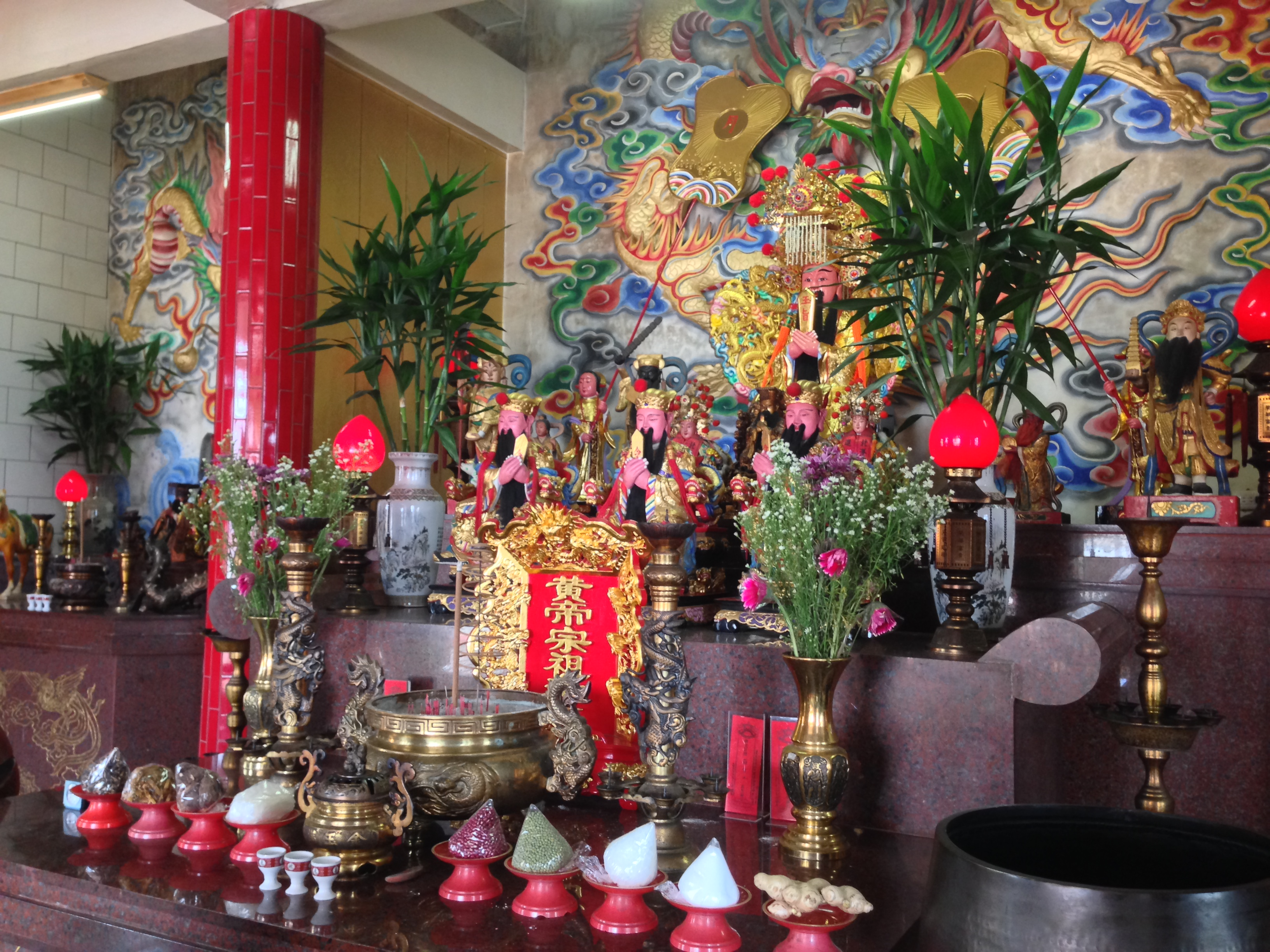
黃帝像

## 建廟者
心玄法師為台北市公館人，台灣日治時期為歌仔戲演員，父親從事擺渡。二十八歲，她生重病夢到「信玄天上帝、茹素」就便能得救，進而發願建主祀玄天上帝的廟宇。
在1980年代，心玄法師便開始供奉孫文、蔣中正二座金身像，身上也佩帶鑲有國父肖像的硬幣以作祈福。2003年初，海山警分局刑事組小隊長賴義芳與另一名警察同事聽她的建議，在寺中的地藏王菩藏殿入睡，後來破了大溪的焚屍懸案。

## 彌勒殿
彌勒殿主祀彌勒佛。殿內插兩支洪門會旗，旗上繪有兩艘古帆船，另寫著「千秋義氣」四大字。另外有右手握《建國大綱》與《五權憲法》的孫文像；左手持《三民主義》，右手扶杖的蔣中正塑像。
心玄法師在1980年代中期認為國父孫中山和前總統蔣中正，應進殿配享祭祀，先把兩人像安置在大殿底層，隔幾年提升到樓上偏殿。殿前插著中華民國國旗和中國國民黨黨旗。她表示，這間偏殿只在特殊紀念日時有人來參觀，平時很安靜。
2000年中華民國總統選舉期間，到彌勒殿上香者增多。據慈玄寺的工作人員表示皆是泛藍支持者，有時就在現場高談闊論。除是老榮民為主的聚會場所，洪門等團體常到此舉辦紀念國父與蔣公的活動。一名吳姓洪門人士還送心玄法師《清洪祕錄》，內載洪門配合進行的革命與建國的歷史。
2000年，新店市青幫、洪門、理教等團體籌辦紀念國父活動時，認為到國立國父紀念館前舉行，不如藉新店極具草根味的慈玄寺辦。選在該地聚辦國父誕辰紀念會，理由是此地供奉孫中山及蔣中正的神像及神位，兩幫並強調該廟和幫會並沒有任何關聯。
青幫與關懷服務協會合作於2004年4月初在彌勒殿開辦圖書館，名為「安親圖書館」。初期有五六千冊圖書。志工輪流來為民眾服務，周一到周五供借閱圖書，有討論清門與洪門的專櫃；周六日則舉辦研習班、讀經班、讀書會與講座等。

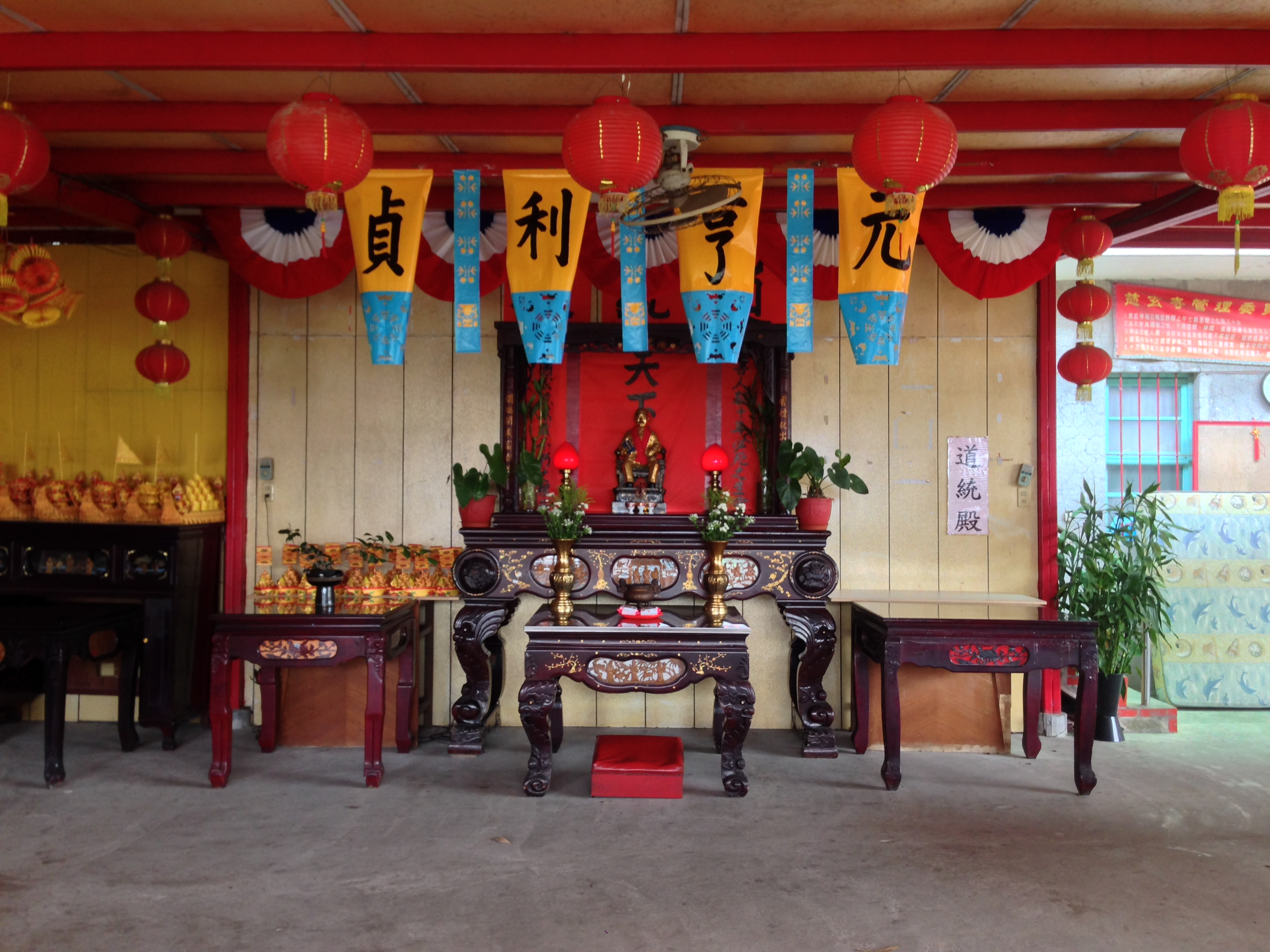
孫文像
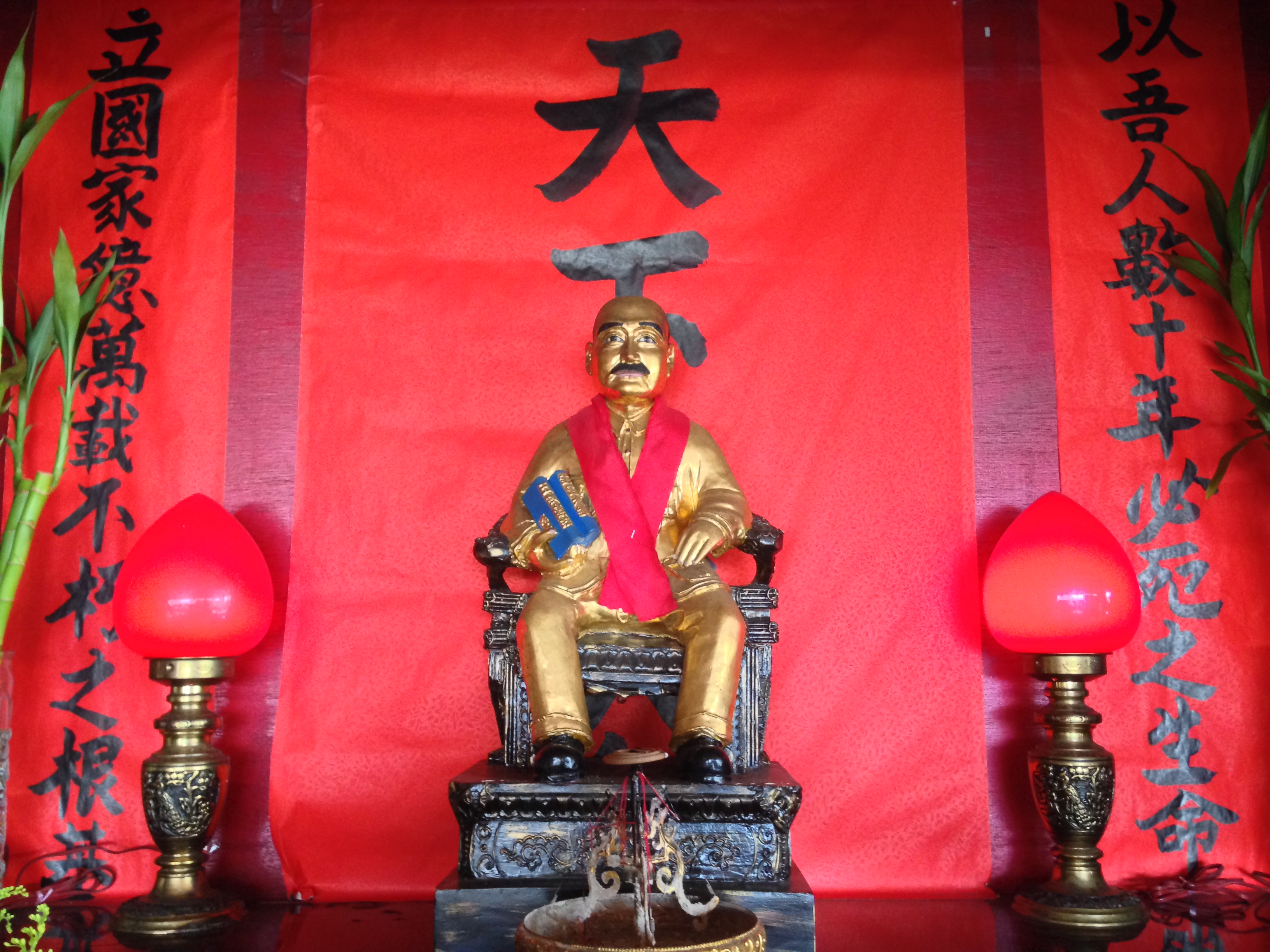
孫文像近照
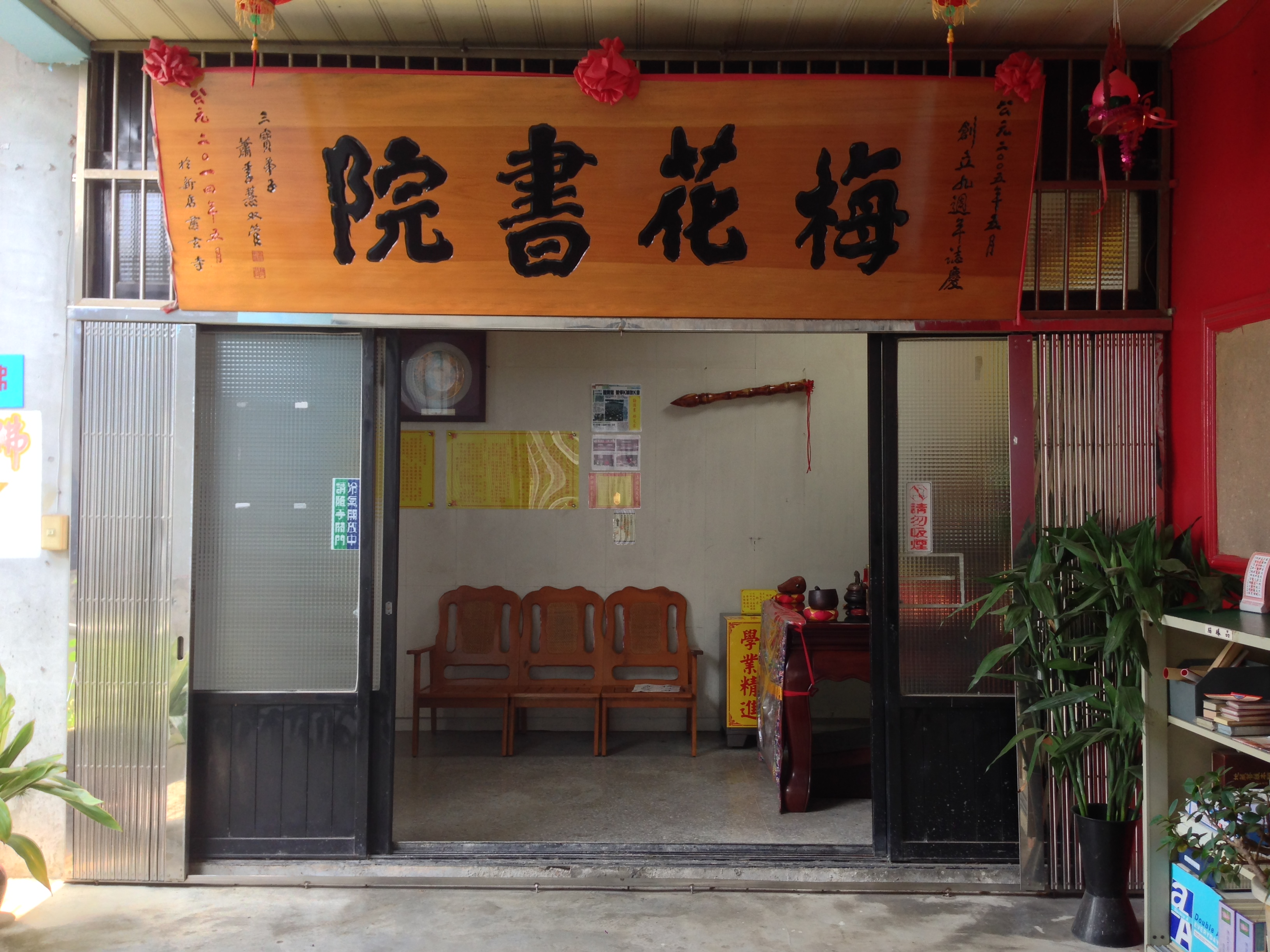
圖書室